# Temple (ruisseau)
Pour les articles homonymes, voir Temple (homonymie).
Le Temple ou ruisseau du Temple est un ruisseau de Belgique coulant en province de Hainaut, affluent du By, donc sous-affluent de l'Escaut par la Trouille et la Haine. 